# Měrunice
Obec Měrunice (německy Meronitz) se nachází v okrese Teplice v Ústeckém kraji. Žije v ní 326 obyvatel.

## Historie
Písemné zmínky o Měrunicích jsou datovány již z 12. století, kdy tato místa patřila teplickému klášteru, jehož zakladatelkou byla česká královna Judita Durynská. Ovšem z ještě starších dob, přesněji z 8. století, existují archeologické doklady o tom, že zdejší krajinu obýval lid knovízské kultury.
První konkrétní zmínka přímo o obci pochází z roku 1295. Hovoří se v ní o vladykovi Janovi, kterému patřila zdejší tvrz a pravděpodobně i ves. V období od 13. do 15. století byly Měrunice tzv. zemanskou vsí.
Od 16. století až do doby vzniku samostatného Československa patřily Měrunice bílinské větvi Lobkowiců. Jak uvádí záznam z 18. století, v roce 1787 bylo v obci evidováno 77 domovních čísel. Kromě zemědělské činnosti, zejména pěstování ovoce, se zde též těžily i české granáty. Na přelomu 19. a 20. století se na území obce kromě granátů těžilo též hnědé uhlí a část území obce byla poddolována. V době maximálního rozmachu těžby měly Měrunice až tisíc obyvatel. Po skončení těžby nastal útlum, část obyvatel odešla za prací do pánevních oblastí, část se vrátila zpět k zemědělské činnosti. V roce 1938 byly Měrunice spolu s ostatními obcemi v okolí připojeny k Německé říši.
K dalšímu poklesu počtu obyvatel došlo po odsunu německého obyvatelstva po roce 1945. Obec si podržela svůj zemědělský charakter, jehož těžiště spočívalo v oblasti živočišné výroby zdejšího státního statku. K jejímu naprostému útlumu došlo po roce 1989 v souvislostí s likvidací státního statku. Společně s útlumem těžby uhlí v severočeské pánevní oblasti to způsobilo, že nezaměstnanost obyvatel obce na počátku 21. století dosáhla až 30 %.

## Přírodní poměry

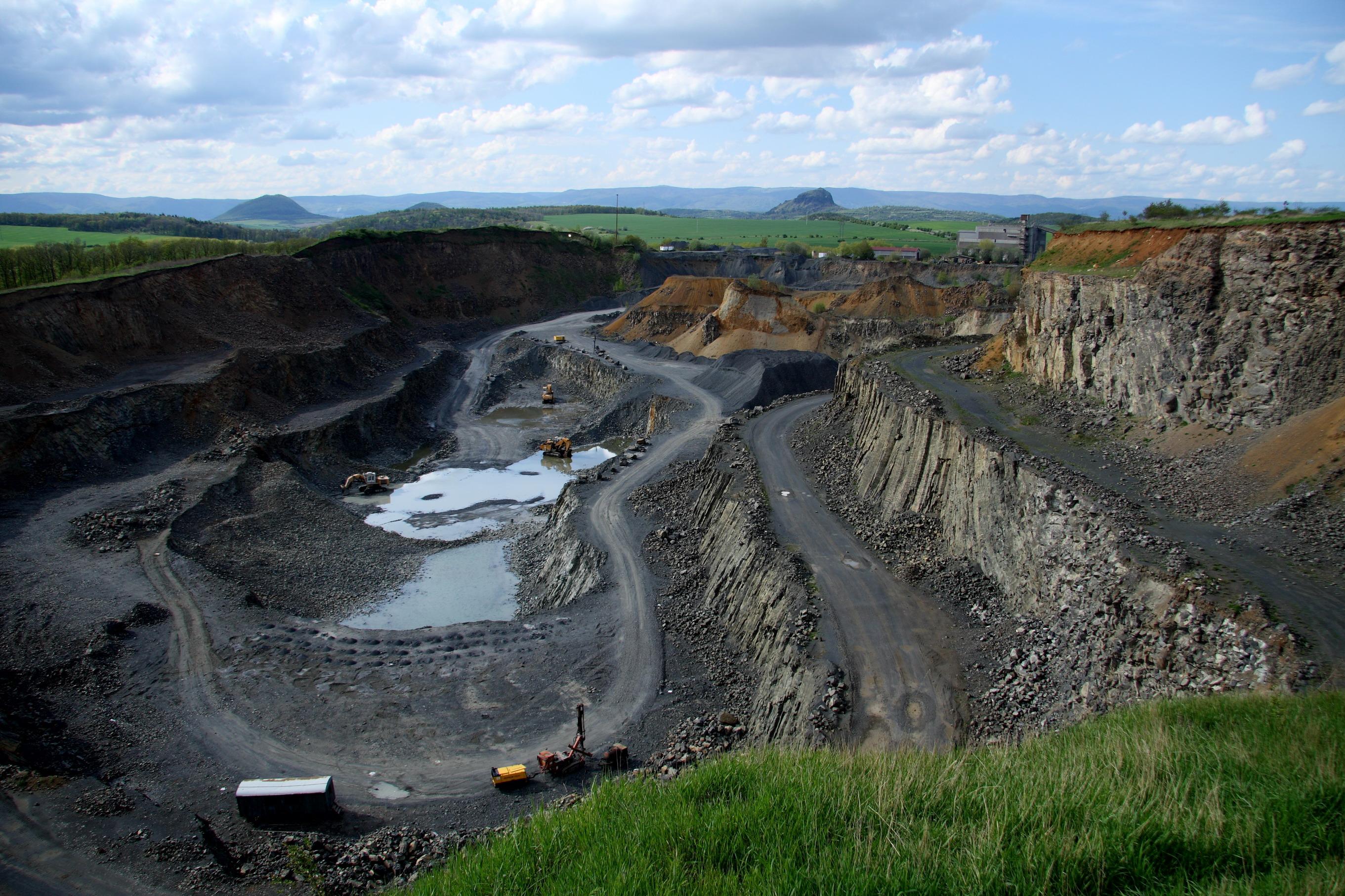
Kamenolom Stříbrník u Měrunic

### Granátový vrch
Asi 600 metrů jihovýchodně od okraje obce se nachází nenápadná zarostlá vyvýšenina jménem Granátový vrch (383 m n. m.), někdy též lidově zvaná Bota. Těleso vrchu je tvořeno pyroponosnou bazaltovou diatrémou, která byla v minulosti zdrojem těžby českého granátu. Pyropy zde byly těženy přímo z matečné horniny šachticemi, vedoucími až do hloubky 60 metrů. V důsledku této těžby je na západním svahu kopce dodnes patrná stupňovitě navrstvená halda. Lokalita se nachází na území CHKO České středohoří. Vzorky mateční horniny z Granátového vrchu, obsahující pyropy, jsou vystaveny v Muzeu českého granátu v Třebenicích.

### Stříbrník
Zhruba v polovině vzdálenosti mezi vesnicemi Měrunice a Žichov se nachází velký činný lom Stříbrník, nazývaný podle stejnojmenného vrchu (413 m n. m.). Vulkanické těleso, tvořené alkalickým čedičem odhadovaného stáří 19,2 až 22,5 miliónů let, bylo již z větší části odtěženo. V rozpukaném čediči se nacházely aragonity obdobného typu, jaké se vyskytují na nedalekém Číčově u Hořence. Mezi dalšími zde nalezenými minerály lze jmenovat pecky různobarevného opálu a až 2 cm velké porfyrické vyrostlice augitu. V povrchových zjílovělých partiích byly zaznamenány nálezy zkamenělé flóry. V lomu se od roku 1994 intenzivně těží drcené kamenivo pro stavební účely, především jako materiál při stavbě silnic a vodohospodářských staveb.

## Obyvatelstvo
Při sčítání lidu v roce 1921 zde žilo 432 obyvatel (z toho 219 mužů), z nichž bylo 88 Čechoslováků, 333 Němců a jedenáct cizinců. Většina se hlásila k římskokatolické církvi, ale pět lidí patřilo k církvím evangelickým, tři k izraelské, šest k jiným nezjišťovaným církvím a 21 lidí bylo bez vyznání. Podle sčítání lidu z roku 1930 měla vesnice 447 obyvatel: 127 Čechoslováků, 315 Němců a pět cizinců. Převažovala římskokatolická většina, ale žilo zde také šest evangelíků, pět členů církve československé, dva členové nezjišťovaných církví a patnáct lidí bez vyznání.
|                                                       | 1869 | 1880 | 1890 | 1900 | 1910 | 1921 | 1930 | 1950 | 1961 | 1970 | 1980 | 1991 | 2001 | 2011 | 2021 |
| ----------------------------------------------------- | ---- | ---- | ---- | ---- | ---- | ---- | ---- | ---- | ---- | ---- | ---- | ---- | ---- | ---- | ---- |
| Obyvatelé                                             | 510  | 478  | 386  | 409  | 463  | 432  | 447  | 305  | 306  | 238  | 249  | 220  | 258  | 255  | 248  |
| Domy                                                  | 84   | 85   | 86   | 90   | 87   | 98   | 107  | 93   | 86   | 65   | 56   | 71   | 89   | 91   | 92   |
| Data z roku 1961 zahrnují i domy místní části Žichov. |      |      |      |      |      |      |      |      |      |      |      |      |      |      |      |

## Obecní správa

### Části obce
- Měrunice
- Žichov

### Obecní symboly
Znak a vlajka byly obci uděleny rozhodnutím předsedy Poslanecké sněmovny Parlamentu České republiky dne 31. ledna 2002.

## Turistika
Měrunicemi prochází 88 km dlouhá cyklotrasa č. 25, která vede z česko - německého hraničního přechodu Brandov v okrese Most do Velkých Žernosek na Litoměřicku. Měrunice jsou zároveň cílovou destinací cyklotrasy č. 231, vycházející z Mikulova v Krušných horách, a výchozím místem cyklotrasy č. 232, vedoucí z Měrunic do Loun. Poblíž severního okraje obce vede zeleně značená turistická cesta, spojující rozcestí pod horou Hradišťany (753 m n. m.) s Bedřichovým Světcem přes obce Lužice a Dobrčice v okrese Most.

## Pamětihodnosti
- Kostel svatého Stanislava. Kostel postavený v 19. století na místě starší stavby (kostel sv. Stanislava v Měrunicích je zmiňován již v záznamech ze 14. století[4]), stojí v obci při průjezdní silnici. V průčelní západní věži se nachází zvon z roku 1797 od Josefa Pitschmanna a zvon z roku 1923 od Richarda Herolda. Další zvon s průměrem 28 cm se nachází v sanktusníku. Je bez nápisu, zdoben pouze několika linkami. Vedle něj je prázdné místo, původně se v sanktusníku nacházely dva zvony.
- Boží muka u kostela
- Dvě památné lípy poblíž kostela sv. Stanislava (obvod kmene 285 a 380 cm).[17]
- V jedné z budov hospodářského dvora se dochovaly zbytky měrunické tvrze připomínané poprvé v roce 1548, kdy ji koupil Kryštof z Lobkovic.[18]

## Osobnosti
- Karl Eckardt (1874–1926), farář a spisovatel